# Lygodactylus wojnowskii
Lygodactylus wojnowskii — вид геконоподібних ящірок родини геконових (Gekkonidae). Ендемік Кенії. Вид названий на честь американського герпетолога Девіда Войновського. Описаний у 2016 році.

## Поширення і екологія
Lygodactylus wojnowskii мешкають на східних схилах гори Кенія, в околицях міста Чогорія. Вони живуть в садах і чагарникових заростях та на плантаціях, на висоті 1600 м над рівнем моря.